# Clarín
O diário Clarín é o jornal de maior circulação da Argentina. Editado em Buenos Aires, foi fundado em 1945 por Roberto Noble, que o dirigiu até 1969. Em 1965 tornou-se o jornal com maior tiragem na capital argentina. Faz parte do Grupo Clarín, assim como o jornal esportivo Olé.

## História

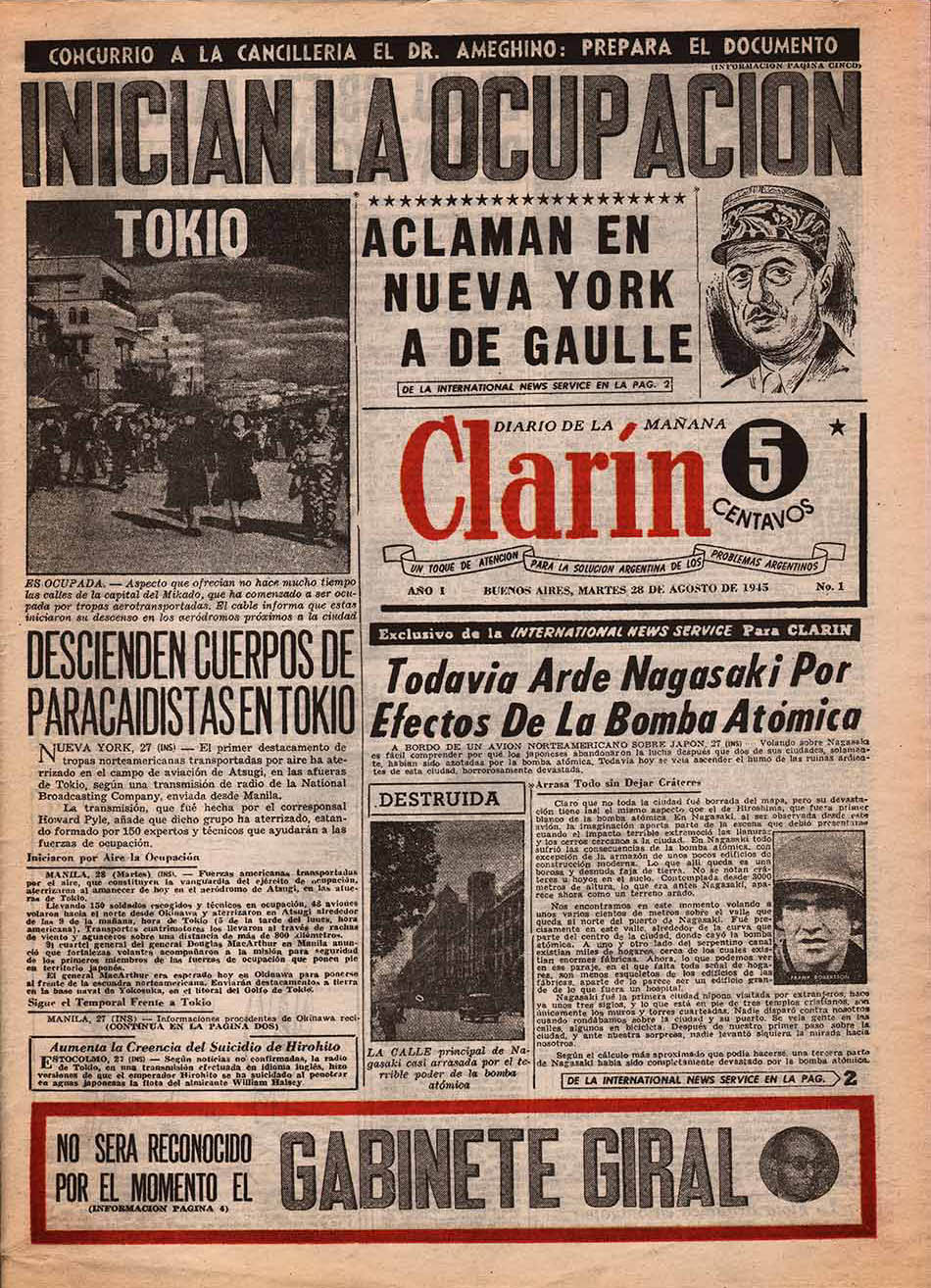
Clarín de 28 de agosto de 1945

Clarín foi criado por Roberto Noble, ex-ministro da província de Buenos Aires, em 28 de agosto de 1945. Foi um dos primeiros jornais argentinos publicados em formato tabloide. Tornou-se o maior jornal argentino vendidos em 1965 e o maior jornal de língua espanhola em 1985. Ele também foi o primeiro jornal argentino a vender uma revista com a edição de domingo, desde 1967. Em 1969, as notícias foram divididas em vários suplementos por tópico. Em 1976, a impressão a cores de alta foi beneficiado pela criação de AGR.
Com a morte de Roberto Noble em 1969, o jornal foi assumido pela sua viúva Ernestina Herrera de Noble. Em 1977, junto com o La Nación e La Razón, compraram a empresa a Papel Prensa. Em 1999, o jornal criou um conglomerado de mídia chamado Grupo Clarín que detem a propriedade de emissoras de Televisão (Canal 13, Todo Noticias e TyC Sports), emissora de rádio (Radio Mitre) e do jornal esportivo Olé.
Clarín lançou em 1996 o clarin.com, site do jornal sendo o site de noticias mais acessado do país em 2023.

## Linha editorial
O jornal tem orientação política-ideológica de centro-direita, com ligações com setores conservadores da sociedade argentina.
Nas eleições gerais de 1946, o periódico apoiou José Tamborini, o candidato do União CívIca Radical (UCR), contra o populista Juan Domingo Perón.
Em 1955, o periódico apoiou o golpe militar de 1955 que resultou na deposição de Perón e na posse de Eduardo Lonardi, líder da junta militar.
Na gestão de Néstor Kirchner, como de sua esposa e sucessora Cristina Kirchner o jornal possuiu uma linha editorial pró-governo muito devido a proximidade de Nestor com Hector Magnetto, CEO do Grupo Clarín. Tanto que essa proximidade foi alvo de criticas de setores da imprensa Argentina como o jornal Perfil que acusou o Clarín de fazer um "pacto" com Nestor Kirchner em que o jornal teria uma abordagem mais favorável ao governo e em troca o mesmo garantiria a aprovação da compra por parte do Grupo Clarín, dono do periódico da empresa Cablevísion, feito esse que se concretizou em 2006, devido a aprovação da presidência do país em 2005 da compra da empresa. No entanto, o apoio durou até 2008, quando o grupo midiático controlador do jornal, apoiou o setor ruralista Argentino, que realizou uma greve convocada por sindicatos agrícolas da Argentina contra a resolução do governo em aumentar os impostos sobre as exportações de produtos agrícolas.
Antes apoiador, o jornal se tornou o maior opositor do kirchnerismo, que se intensificou principalmente em diante a aprovação por parte da presidente Cristina Kirchner da Lei de Serviços de Comunicação Audiovisual da Argentina (Ley de medios) em 2009, no qual tanto o governo, como o Clarín se atacavam mutuamente.
Durante a gestão de Mauricio Macri, o jornal adotou uma postura mais pró-governo, postura que se manteve até o fim de sua gestão, quando Macri foi derrotado pelo candidato peronista Alberto Fernández nas eleições presidenciais de 2019. Muito desse apoio, se deu na aprovação de decretos que modificaram a Ley de medios que indiretamente favoreceram o Grupo Clarín, permitindo ao conglomerado de mídia a fusão da Cablevisíon com a Telecom Argentina em 2017.